# Adontorhina cyclia
Adontorhina cyclia är en musselart som beskrevs av S. S. Berry 1947. Adontorhina cyclia ingår i släktet Adontorhina och familjen Thyasiridae. Inga underarter finns listade i Catalogue of Life.